# ريكاردو إيرنيستو مونتيس الأول برادلي
ريكاردو إيرنيستو مونتيس الأول برادلي (بالإسبانية: Ricardo Ernesto Montes i Bradley)‏ هو كاتب وصحفي ودبلوماسي ومدرس أرجنتيني، ولد في 9 يونيو 1905 في روساريو في الأرجنتين، وتوفي في 22 نوفمبر 1976 في بوينس آيرس في الأرجنتين.